# Knayton with Brawith
Knayton with Brawith est une paroisse civile du Yorkshire du Nord, en Angleterre.